# Felix Kopstein
Felix Kopstein est un médecin et un naturaliste autrichien, né le 4 juin 1893 à Vienne et mort le 14 avril 1939 à La Haye.

## Biographie
Intéressé très tôt pour l’herpétologie, il fait un voyage en Albanie pour y récolter des spécimens à seulement 21 ans. Il offre ceux-ci au Muséum de Vienne où il rencontre Otto von Wettstein Ritter von Westersheim (1892-1967). Il étudie la médecine et la biologie de 1913 à 1920. En janvier 1921, il part en Asie comme médecin pour le gouvernement des Pays-Bas pour une période de trois ans. Il fait de nombreux voyages dans les Moluques et la Nouvelle-Guinée. Kopstein évoquera ses voyages dans Een Zoölogische Reis Door de Tropen de 1930. Dès son arrivée à Amboina, il se met en relation avec le muséum de Leyde et propose de leur acheminer des spécimens d’histoire naturelle. Il envoie alors régulièrement des spécimens à Leyde et part y travailler dès qu’il a des congés. Mais son espoir d’obtenir un poste dans cette institution n’aboutit pas. Il s’intéresse peu, dans ses publications, aux questions de classification et se consacre à l’écologie et la biologie des reptiles. Il est le premier à décrire la fertilisation retardée chez les serpents.
En 2007, Dendrelaphis kopsteini, une espèce de colubridés, est nommée en son honneur.

## Source
- Kraig Adler (1989). Contributions to the History of Herpetology, Society for the study of amphibians and reptiles : 202 p.  (ISBN 0-916984-19-2)